# Oscaruddelingen 2020
Oscaruddelingen 2020 var den 92. udgave af oscaruddelingen og fandt sted 9. februar 2020, hvor man kårede de bedste præstationer inden for film fra 2019. Uddelingen blev holdt i Dolby Theatre i Hollywood i Los Angeles i regi af Academy of Motion Picture Arts and Sciences (AMPAS).

## Nomineringer og vindere

### Liste
| Bedste film - Parasite - Ford v Ferrari - The Irishman - Jojo Rabbit - Joker - Little Women - Marriage Story - 1917 - Once Upon a time in Hollywood                                                                                        | Bedste instruktør - Bong Joon-ho - Parasite - Martin Scorsese - The Irishman - Todd Phillips - Joker - Sam Mendes - 1917 - Quentin Tarantino - Once Upon a time in Hollywood |
| Bedste mandlige hovedrolle - Joaquin Phoenix - Joker - Antonio Banderas - Smerte og ære - Leonardo DiCaprio - Once Upon a time in Hollywood - Adam Driver - Marriage Story - Jonathan Pryce - The Two Popes                                | Bedste kvindelige hovedrolle - Renée Zellweger - Judy - Cynthia Erivo - Harriet - Scarlett Johansson - Marriage Story - Saoirse Ronan - Little Women - Charlize Theron - Bombshell |
| Bedste mandlige birolle - Brad Pitt - Once Upon a time in Hollywood - Tom Hanks - En ven for livet - Anthony Hopkins - The Two Popes - Al Pacino - The Irishman - Joe Pesci - The Irishman                                                 | Bedste kvindelige birolle - Laura Dern - Marriage Story - Kathy Bates - Richard Jewell - Scarlett Johansson - Jojo Rabbit - Florence Pugh - Little Women - Margot Robbie - Bombshell |
| Bedste originale manuskript - Parasite - Bong Joon-ho og Han Jin-won - Knives Out - Var det mord? - Rian Johnson - Marriage Story - Noah Baumbach - 1917 - Sam Mendes og Krysty Wilson - Once Upon a time in Hollywood - Quentin Tarantino | Bedste filmatisering - Jojo Rabbit - Taika Waititi, baseret på bogen Caging Skies af Christine Leunens - The Irishman - Steven Zaillian, baseret på bogen I Heard You Paint Houses af Charles Brandt - Joker - Todd Phillips og Scott Silver, baseret på figurer af Bob Kane og Bill Finger - Little Women - Greta Gerwig, baseret på bogen af Louisa May Alcott - The Two Popes - Anthony McCarten baseret på skuespillet The Popes   |
| Bedste animationsfilm - Toy Story 4 - Josh Cooley - Sådan træner du din drage 3 - I Lost My Body - Klaus - Missing Link | Bedste fremmedsprogede film - Parasite - Sydkorea - Corpus Christi - Polen - Honeyland - Nordmakedonien - Les Misérables - Frankrig - Smerte og ære - Spanien |
| Bedste dokumentar - American Factory - The Cave - The Edge of Democracy - For Sama - Honeyland | Bedste korte dokumentar - Learning to Skateboard in a Warzone (If You're a Girl) - In the Absence - Life Overtakes Me - St. Louis Superman - Walk Run Cha-Cha |
| Bedste kortfilm - The Neighbors' Window - Brotherhood - Nefta Football Club - Saria - A Sister | Bedste korte animationsfilm - Hair Love - Dcera - Kitbull - Mémorable - Sister |
| Bedste musik - Joker - Hildur Guðnadóttir - Little Women - Alexandre Desplat - Marriage Story - Randy Newman - 1917 - Thomas Newman - Star Wars: The Rise of Skywalker - John Williams                                                     | Bedste sang - "(I'm Gonna) Love Me Again" fra Rocketman - Musik af Elton John; lyrics af Bernie Taupin - "I Can't Let You Throw Yourself Away" fra Toy Story 4 - Musik og lyrics af Randy Newman - "I'm Standing With You" fra Breakthrough - Musik og lyrics af Diane Warren - "Into the Unknown" fra Frost 2 - Musik og lyrics af Kirsten Anderson-Lopez og Robert Lopez - "Stand Up" fra Harriet - Musik og lyrics af Joshuah Brian |
| Bedste lyd - Ford v Ferrari - Joker - 1917 - Once Upon a time in Hollywood - Star Wars: The Rise of Skywalker | Bedste lydmix - 1917 - Ad Astra - Ford v Ferrari - Joker - Once Upon a time in Hollywood |
| Bedste scenografi - Once Upon a time in Hollywood - 1917 - The Irishman - Jojo Rabbit - Parasite | Bedste fotografering - 1917 - The Irishman - Joker - The Lighthouse - Once Upon a time in Hollywood |
| Bedste make-up - Bombshell - Joker - Judy - Maleficent: Mistress of Evil - 1917 | Bedste kostumer - Little Women - The Irishman - Jojo Rabbit - Joker - Once Upon a time in Hollywood |
| Bedste klipning - Ford v Ferrari - The Irishman - Jojo Rabbit - Joker - Parasite | Bedste visuelle effekter - 1917 - Avengers: Endgame - The Irishman - Løvernes Konge - Star Wars: The Rise of Skywalker |

Æresprisen Jean Hersholt Humanitarian Award vil i år gå til Geena Davis.